# L'Autre Côté de la violence
Pour plus de détails, voir Fiche technique et Distribution.
L'Autre Côté de la violence (Roma, l'altra faccia della violenza) est un néo-polar italien de Franco Martinelli mettant en scène Marcel Bozzuffi, Enio Girolami, Jean Favre et Roberta Paladini, sorti en 1976.

## Synopsis
Un Romain père d'une jeune femme tuée par des maffieux décide de retrouver les coupables...

## Fiche technique
Sauf indication contraire, les informations mentionnées dans cette section peuvent être confirmées par la base de données cinématographiques IMDb,  présente dans la section « Liens externes ».
- Titre français : L'Autre Côté de la violence[1]
- Titre original : Roma, l'altra faccia della violenza[2]
- Réalisation : Marino Girolami (sous le nom de « Franco Martinelli »)
- Scénario : Marie-Claire Solleville, Vincenzo Mannino (it), Gianfranco Clerici
- Photographie : Giovanni Bergamini
- Musique : Vince Tempera, Fabio Frizzi et Franco Bixio
- Décors : Antonio Visone (it)
- Production : Fulvio Lucisano
- Sociétés de production : Italian International Film, Les Productions Fox Europa
- Pays d'origine :  Italie,  France
- Langue originale : italien
- Format : couleur — 35 mm — 1,85:1 — son mono
- Durée : 144 minutes
- Genre : Poliziottesco
- Dates de sortie :
  - Italie : 27 juillet 1976
  - France : 6 juillet 1977
- Classification : 
  - France : interdiction au moins de 16 ans

## Distribution
- Marcel Bozzuffi : commissaire Carli
- Anthony Steffen : Dr. Alessi
- Enio Girolami : commissaire Ferreri
- Roberta Paladini : Carol Alessi
- Jean Favre : Giulio Laurenti
- Stefano Patrizi : Giorgio Alessi
- Franco Citti : Berté
- Sergio Fiorentini : Nardi
- Umberto Liberati : Stefano
- Valerio Merola : Andrea
- Enzo Andronico : Me Tarantini, avocat au barreau de Rome
- Massimo Vanni : Vanni